# Стрелково
Стрелково е село в Североизточна България. То се намира в община Кайнарджа, област Силистра.

## География
Село Стрелково се намира на 36 км от Силистра, на десетина от границата и на 56 км от Добрич. Намира се на един плавен преход от Дунавската равнина към Лудогорието, до една система от чеири (чаири).

## Културни и природни забележителности
Тракийско светилище от 4 век пр.н.е.